# (256892) Wutayou
(256892) Wutayou – planetoida pasa głównego. Została odkryta 27 lutego 2008, a jej odkrywcami są Chi-Sheng Lin i Quanzhi Ye. (256892) Wutayou okrąża Słońce w ciągu 3,6 roku w średniej odległości 2,35 j.a.
Planetoidzie tej nadano nazwę pochodzącą od nazwiska chińskiego fizyka Ta-You Wu (1907–2000).
Planetoida ta nosiła wcześniej tymczasowe oznaczenie 2008 DW40.